# عبد الرحمن محمد أمين الخياط
عبد الرحمن محمد أمين الخياط ‏ (1960 - ) دبلوماسي سعودي شغل منصب سفير المملكة العربية السعودية لدى جاكرتا في 31 يناير 2007.

## التعليم
تخرج عبد الرحمن الخياط من جامعة الملك عبد العزيز.